# Wilgotność gleby
Wilgotność gleby, wilgotność gruntu wyraża ilość wody w gruncie (glebie). Zasobność gleby (gruntu) w wodę jest wyrażona wilgotnością poszczególnych warstw jej profilu.

## Definicje

### Wilgotność (wagowa)
Wilgotność gleby lub gruntu {\displaystyle W} określa się jako stosunek masy wody zawartej w glebie {\displaystyle M_{w}} do masy fazy stałej gleby {\displaystyle M_{s}} (masy po wysuszeniu w temp. 105 °C). Wyraża się ją w procentach wagowych i nazywa niekiedy wilgotnością wagową:
{\displaystyle W={\frac {M_{w}}{M_{s}}}\cdot 100\%.}
Jak wynika z tego wzoru, wilgotność {\displaystyle W} jest różna od potocznego jej rozumienia jako zawartość wody w gruncie naturalnym i może być nawet znacznie większa niż 100%.

### Wilgotność objętościowa
Wilgotność gleby wyrażana jest również często w procentach objętościowych, jako tzw. wilgotność objętościowa {\displaystyle W_{o}.} Określa ona stosunek objętościowy wody w glebie {\displaystyle V_{w}} do objętości całej próby gleby {\displaystyle V{:}}
{\displaystyle W_{o}={\frac {V_{w}}{V}}\cdot 100\%}

### Stopień wilgotności
Zawartość wody w glebie można wyrażać za pomocą stopnia wilgotności {\displaystyle S_{w}} {\displaystyle (S_{r}).} Określa on stosunek objętości wody {\displaystyle V_{w}} w glebie do całkowitej objętości wolnych przestrzeni w glebie {\displaystyle V_{p}{:}}
{\displaystyle S_{w}={\frac {V_{w}}{V_{p}}}}
Znając wilgotność i porowatość można wyznaczyć stopień wilgotności z następującego wzoru:
{\displaystyle S_{w}={\frac {V_{w}}{n\cdot V}}={\frac {W\cdot \rho _{s}\cdot (1-n)}{100\%\cdot n\cdot \rho _{w}}}={\frac {W\cdot \rho _{v}}{100\%\cdot n\cdot \rho _{w}}}={\frac {m_{m}-m_{s}}{V-{\frac {m_{s}}{\rho _{s}}}}}\cdot {\frac {1}{\rho _{w}}},}
gdzie:
{\displaystyle \rho _{s}} – gęstość właściwa szkieletu gruntowego,
{\displaystyle \rho _{v}} {\displaystyle (\rho _{d})} – gęstość objętościowa szkieletu gruntowego (gruntu suchego),
{\displaystyle \rho _{w}} – gęstość właściwa wody w porach gruntu,
{\displaystyle n} – porowatość,
{\displaystyle m_{m},} {\displaystyle m_{s}} – masa gruntu wilgotnego o wilgotności naturalnej (NW), masa gruntu po wysuszeniu,
{\displaystyle V} – objętość badanej próbki, o nienaruszonej strukturze (NNS, np. wyciętej z gruntu pierścieniem tnącym).
Stopień wilgotności przyjmuje wartość od 0 (układ dwufazowy-faza stała i gazowa) do 1 (faza stała i ciekła).

## Metody oznaczania
Wilgotność gleby decyduje o wszelkich procesach zachodzących w glebie, dlatego jej pomiar jest jednym z najistotniejszych problemów w meteorologii.
Wilgotność jest też bardzo istotna w badaniach gruntoznawczych, gdyż zależą od niej inne istotne (np. w geotechnice) parametry gruntów (szczególnie granice konsystencji lub wilgotność optymalna).

### Obliczeniowe (z innych parametrów)
Najczęściej wilgotność oblicza się według powyższych i przekształconych wzorów z innych wielkości (wyznaczanych nie wprost, szczególnie gęstości), najczęściej wyznaczonych laboratoryjnie.

### Laboratoryjne
Wilgotność można laboratoryjnie określić szczególnie, badając masy gruntu przed i po suszeniu i przeliczając według powyższych wzorów.

### Terenowe
Wilgotność wyznacza się metodą grawimetryczną z poszczególnych warstw lub posługując się nowoczesnymi metodami pomiarowymi, umożliwiającymi monitoring wilgotności w czasie i przestrzeni.
Klasyczny grawimetryczny pomiar wilgotności gleby nie może być stosowany w automatycznej akwizycji danych. Neutronowa metoda pomiaru wilgotności, z powodzeniem używana w badaniach geofizycznych, nie spełnia warunku wymaganej rozdzielczości przestrzennej dla badań stratyfikacji wilgotności w profilu glebowym. Wymaga ona indywidualnego cechowania dla każdej gleby, a szczególnie dla jej warstwy ornej, ze względu na spowalnianie neutronów przy zderzeniach z protonami-jądrami wodoru wchodzącymi w skład wody, jak również w skład związków zawartych w substancji organicznej.
Pomiar wilgotności gleby oparty na metodzie reflektometrii w domenie czasu TDR (Time Domain Reflectometry) polega na pomiarze prędkości rozchodzenia się impulsu elektromagnetycznego w badanym ośrodku, która zależy od stałej dielektrycznej tego ośrodka. Woda ma względna stałą dielektryczną (ok. 81), dużo większą od względnej stałej dielektrycznej fazy stałej gleby (ok. 4) i powietrza glebowego (ok. 1). Zawartość wody istotnie modyfikuje stałą dielektryczną gleby, a zatem wpływa na prędkość propagacji w niej fali elektromagnetycznej. Aparat mierzy czas rozchodzenia się fali elektromagnetycznej w umieszczonej w wybranej warstwie gleby sondzie stanowiącej falowód. Opracowanie reflektometrycznego miernika wilgotności wymagało pokonania poważnej bariery technicznej, tzn. skonstruowania układu umożliwiającego pomiar czasu rzędu pikosekundy. Inne metody określania względnej wilgotności to badania elektrooporowe i georadarowe.
Dawniej używano także metod chemicznych, bazujących na wykorzystaniu reakcji wilgoci zawartej w próbce gruntu z karbidem i mierzeniu objętości wywiązującego się w tej reakcji acetylenu. Służyły do tego odpowiednio przygotowane aparaty wielkości walizki. Metoda ta jest jednak kłopotliwa, powolna i w wielu sytuacjach zawodna.